# 李亚东 (1873年)

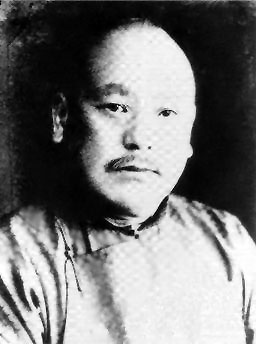

李亚东（1873年—1936年），名斌，字亚东，以字行，笔名上逸。河南信阳人。中国民主革命家。

## 生平
李亚东早年入湖北将弁学堂，毕业后任湖北新军二十九标一营左队队官，因涉嫌参加革命活动而被革职。此后他先后任工业传习所和支郡师范体操教习。其后他参与组织日知会，和冯特民分任干事和评议员。1906年（光绪三十二年）日知会被清政府破坏时，他遭到逮捕。清朝按察使梁鼎芬鞭打其背进行逼供，他坚贞不屈，光绪三十四年六月，他被移禁汉阳县监狱。在狱中，他以“上逸”为笔名撰写鼓吹革命的文章，刊登在沔阳陈少武办的《通俗白话报》上，他还参加了军队同盟会。
1911年武昌起义后他出狱，任汉阳府知府。清军攻陷汉口、汉阳后，他到汉川召集溃散的军队组建游击队，隶属梁钟汉部，后率部归附季雨霖，被聘为高等顾问。不久他回到原籍，任豫南民军总司令。南北议和后，他辞职东下，游说各方反袁（袁世凯），被江苏都督冯国璋逮捕，押到北京下狱。1916年袁世凯死后，李亚东方获释。1917年护法战争中，他被孙中山任命为河南招抚使，但因事而没有赴任。此后他居住在杭州，生活困难。
1936年，他在杭州病逝。